# Martin Hallander
Martin Erik Hallander, född 2 juli 1993 i Skurups församling, Malmöhus län, är en svensk politiker för Kristdemokraterna.

## Biografi
Hallander är son till Erik Hallander (1957–2013) och polskbördiga Izabela Magnusson (född 1963). Han är uppvuxen i Malmö, där han 2012 gick ut från det samhällsvetenskapliga programmet vid Sankt Petri skola. Han har tidigare varit aktiv som konfirmationsledare i Malmö och flyttade senare till Uppsala för att studera teologi vid Uppsala universitet. År 2015 flyttade Hallander till Göteborg för att fram till januari 2018 bedriva studier i offentlig förvaltning, varefter han återflyttade till Malmö för att arbeta som politisk sekreterare i Region Skåne.
År 2019 gick Hallander ut med att han var homosexuell. Han deltog samma år i prideparaden under Stockholm Pride. Han uppger att han i många år har kämpat för att partiet ska ändra inställning i HBTQ-frågor.

## Politisk karriär
Martin Hallander har sedan 2009 varit politiskt aktiv inom Kristdemokraterna. Under gymnasietiden var han förste vice ordförande för Kristdemokratiska ungdomsförbundet (KDU) i Skåne och senare även ordförande för Kristdemokratiska ungdomsförbundet (KDU) i Malmö. Han utsågs 2012 till ”Årets KDU:are” inom sitt ungdomsförbund. Samma år valdes Hallander in i förbundsstyrelsen för Kristdemokratiska ungdomsförbundet. På riksmötet i Kalmar 2016 valdes han till förste vice förbundsordförande. Två år senare på riksmötet i Karlstad 2018 valdes han till förbundsordförande. Som förbundsordförande sitter även Martin Hallander i partistyrelsen för Kristdemokraterna. På Europeiska folkpartiets ungdomsförbund (YEPP) kongress i Aten 2018 valdes han till vice president för organisationen. Sedan april 2020 arbetar Hallander som politisk sekreterare för Kristdemokraterna i Region Skåne.
I samband med sin avgång som förbundsordförande för KDU inrättades ett pris till medlemmar som gjort berömvärda insatser för förbundets internationella arbete, det s.k. Martin Hallander-priset.
Martin Hallander är sedan valet 2022 förtroendevald i Region Skåne. Martin har uppdrag som ordförande för den nyetablerade nämnden för operativ regiongemensam verksamhet (NORV). Han är även ledamot i Regionfullmäktige och 2:e vice ordförande för Kristdemokraterna i Skåne.